# Ann Dunham
Stanley Ann Dunham (Wichita, 29 novembre 1942 – Honolulu, 7 novembre 1995) è stata un'antropologa statunitense specializzatasi in antropologia economica e sviluppo rurale dell'Indonesia. Era la madre di Barack Obama, il 44º presidente degli Stati Uniti d'America.
Dunham fu conosciuta con il nome di Stanley Ann Dunham durante gli anni del college, e successivamente come Ann Dunham, Ann Obama, Ann Soetoro, poi Ann Sutoro dopo il secondo divorzio, e infine come Ann Dunham. Trascorse l'infanzia tra California, Oklahoma, Texas e Kansas, l'adolescenza a Mercer Island nello Stato di Washington, e la maggior parte dell'età adulta tra le Hawaii e l’Indonesia.
La Dunham completò gli studi presso l'East-West Center (EWC) e l'Università delle Hawaii - Mānoa, Honolulu, dove conseguì la laurea in antropologia nel 1967, seguita da un Master of Arts (MA) (1974) e da un dottorato (1992) nella stessa materia. Frequentò anche l'Università del Washington a Seattle tra il 1961 e il 1962. Il suo interesse per l'artigianato, la tessitura e il ruolo delle donne nelle cottage industries, la portò a concentrare gli studi di ricerca sul lavoro femminile nell’isola di Giava e sulla lavorazione del metallo in Indonesia. Durante il suo servizio come consulente per la United States Agency for International Development (USAID), creò dei programmi di microcredito per porre rimedio al problema della povertà nei villaggi rurali. Lavorò anche per la Ford Foundation a Giacarta e come consulente per la Asian Development Bank a Gujranwala in Pakistan. Negli anni della maturità, lavorò per la Bank Rakyat Indonesia dove applicò la sua ricerca al più vasto programma di microfinanza al mondo.
L'elezione del figlio a presidente degli Stati Uniti portò rinnovato interesse per il lavoro della Dunham: l'Università delle Hawaii tenne un simposio sul suo lavoro di ricerca; una mostra della sua collezione di tessuti batik indonesiani fece il giro degli Stati Uniti, e nel dicembre del 2009, la Duke University Press pubblicò Surviving against the Odds: Village Industry in Indonesia un libro basato sulla sua tesi di dottorato originale del 1992. Nel 2011, Janny Scott, autrice ed ex giornalista del New York Times, pubblicò una biografia della Dunham dal titolo A Singular Woman. L’interesse postumo ha portato anche alla creazione del fondo di ricerca Ann Dunham Soetoro presso il dipartimento di antropologia dell'Università delle Hawaii a Mānoa, e della borsa di studio Ann Dunham Soetoro per il finanziamento degli studi post laurea di studenti associati all’East-West Center a Honolulu, nelle Hawaii.
In un'intervista, Barack Obama definì sua madre come "la figura predominante negli anni della mia formazione… I valori che mi ha trasmesso continuano ad essere un punto di riferimento nelle mie decisioni politiche".

## Primi anni
Stanley Ann Dunham nacque il 29 novembre 1942 nel Saint Francis Hospital di Wichita, Kansas, unica figlia di Madelyn Lee Payne e Stanley Armour Dunham. Di radici prevalentemente inglesi, con alcune discendenze tedesche, svizzere, scozzesi, irlandesi e gallesi, era parente di quinto grado di Wild Bill Hickok, suo sesto cugino. Usando una combinazione di vecchi documenti e analisi del DNA, il 30 luglio 2012 il sito Ancestry.com poté annunciare che la madre della Dunham fu una discendente dell’africano John Punch, schiavo e servo debitorio nella Virginia coloniale del XVII secolo.
Entrambi i genitori nacquero in Kansas e si incontrarono a Wichita, dove si sposarono il 5 Maggio del 1940. Dopo l’attacco di Pearl Harbor, il padre si arruolò nell’esercito degli Stati Uniti mentre la madre lavorò in uno stabilimento della Boeing a Wichita. Stando a quanto dichiarato dalla stessa Dunham, il padre avrebbe desiderato un figlio maschio e per questo le passò il nome, anche se questa versione dei fatti è messa in dubbio dalla famiglia. Lo zio paterno sostiene che il nome le sarebbe stato dato invece dalla madre come omaggio al personaggio della sua attrice preferita Bette Davis nel film In questa nostra vita, perché riteneva che il nome Stanley avesse un suono sofisticato su una ragazza. Durante l'infanzia e l'adolescenza, la Dunham fu nota con il nome di Stanley. Nonostante fosse oggetto di scherno da parte degli altri bambini, lo mantenne fino alle scuole superiori “scusandosene ogni volta, all’arrivo in una nuova città”. Quando iniziò a frequentare il college, fu invece conosciuta con il suo secondo nome, Ann. Dopo la Seconda Guerra Mondiale, i Dunham si trasferirono da Wichita alla California, dove il padre frequentò l’Università della California, Berkeley. Nel 1948 si trasferirono a Ponca City, Oklahoma, poi a Vernon, Texas, ed infine a El Dorado, Kansas. Nel 1955 si trasferirono a Seattle, Washington, dove il padre trovò impiego come commerciante di mobili e la madre come vice presidente di una banca. Vissero in un complesso residenziale nel quartiere di Wedgwood dove Ann frequentò la Nathan Eckstein Junior High School.
Nel 1956, i Dunham si trasferirono a Mercer Island, un quartiere suburbano nella zona est di Seattle. I genitori di Ann vollero che la figlia, allora tredicenne, frequentasse la Mercer Island High School inaugurata di recente. Gli insegnanti Val Foubert e Jim Wichterman mostrarono alla Dunham l’importanza dello sfidare le norme sociali e del mettere in discussione le autorità, lezioni che la giovane prese a cuore: "Sentiva di non aver bisogno di uscire con qualcuno, sposarsi o avere dei figli”. Un compagno di classe la ricordò come “intellettualmente molto più matura di noi e un po' più avanti dei suoi tempi, in una maniera originale", mentre un amico delle superiori la descrisse come ben informata e progressista: "Se c'era un qualche fatto negativo accaduto nel mondo che destava le tue preoccupazioni, Stanley ne era già al corrente prima di tutti. Eravamo liberali ancora prima di sapere cosa fossero, i liberali". Un altro amico la definì "la femminista originale".

## Vita familiare e matrimoni
Il 21 agosto 1959 le Hawaii divennero il 50º Stato ad essere incluso nell'Unione. I genitori della Dunham andarono in cerca di nuove opportunità di affari nel nuovo Stato, e appena terminati gli studi superiori nel 1960, Ann e la famiglia si trasferirono a Honolulu, dove la giovane si iscrisse poco dopo all'Università delle Hawaii a Mānoa.

### Primo matrimonio
Durante una lezione di lingua russa, la Dunham conobbe Barack Obama, Sr., il primo studente africano della scuola. All’età di 23 anni, Obama, Sr. era venuto alle Hawaii per completare i suoi studi, lasciando a casa, nella cittadina di Nyang'oma Kogelo in Kenya, una moglie incinta e un figlio piccolo. Dunham e Obama Sr. si sposarono sull’isola di Maui nelle Hawaii il 2 febbraio 1961, nonostante l’opposizione di entrambe le famiglie. La Dunham era incinta di tre mesi. Obama Sr. informò successivamente la Dunham del suo primo matrimonio in Kenya, dichiarando però di essere divorziato, fatto che anni dopo lei scoprì essere falso. La prima moglie di Obama Sr., Kezia, dichiarò di aver acconsentito al secondo matrimonio del marito in linea con le usanze Luo.
Il 4 agosto 1961, all'età di 18 anni, la Dunham diede alla luce il suo primo figlio, Barack Obama II. Gli amici nello Stato di Washington ricordano la sua visita nel 1961 con il piccolo a un mese di età. La Dunham frequentò le lezioni all’Università di Washington dal settembre 1961 al giugno 1962 e visse da sola con il bambino nel quartiere Capitol Hill di Seattle mentre il marito proseguiva gli studi nelle Hawaii. Quando Obama, Sr. si laureò all’Università delle Hawaii nel giugno del 1962, gli venne offerta una borsa di studio a New York che però rifiutò, preferendo invece frequentare la più prestigiosa Università di Harvard. Partì per Cambridge, Massachusetts, dove nell’autunno di quell’anno iniziò a frequentare la specializzazione post laurea ad Harvard.
La Dunham tornò a Honolulu, dove riprese gli studi all'Università delle Hawaii con il semestre estivo nel gennaio del 1963. In questo periodo furono i genitori ad aiutarla a crescere il piccolo Obama. La Dunham chiese il divorzio nel gennaio del 1964, che Obama, Sr. accettò senza opposizione. Nel dicembre di quell’anno, Obama Sr. sposò Ruth Baker, un’ebrea americana di ascendenze lituane, dalla quale si separò nel 1971 e divorziò nel 1973 dopo aver avuto due figli. Nel 1965 Obama Sr. conseguì il Master of Arts in Economia ad Harvard. Nel 1971 si recò alle Hawaii per un mese per far visita al figlio Barack che allora aveva 10 anni. Quella fu l’ultima volta che lo vide, e l’unica interazione personale di rilievo che ebbe con lui. Fu ucciso in un incidente stradale nel 1982.

### Secondo matrimonio
All’East-West Center, la Dunham conobbe Lolo Soetoro, un agrimensore giavanese arrivato a Honolulu nel settembre del 1962 con una borsa di studio per studiare geografia all’Università delle Hawaii.
Soetoro ottenne il Master of Arts in geografia all'Università delle Hawaii nel luglio del 1964. Dunham e Soetoro si sposarono alle Hawaii nel 1965, e nel 1966 Soetoro ritornò in Indonesia. La Dunham si laureò all’Università delle Hawaii in antropologia il 6 agosto del 1967 e nell’ottobre di quell’anno si trasferì con il figlio di sei anni a Giacarta, in Indonesia, per riunirsi al marito.
In Indonesia, Soetoro trovò dapprima un impiego mal pagato come topografo per il governo indonesiano, e successivamente lavorò nell’ufficio governativo della Union Oil Company. La famiglia visse inizialmente per due anni e mezzo al numero 16 di via Kyai Haji Ramli Tengah in un quartiere di recente costruzione nel villaggio amministrativo di Menteng Dalam, nel sottodistretto di Tebet a Giacarta Meridionale, dove il figlio frequentò la vicina scuola cattolica Santo Fransiskus Asisi (San Francesco d’Assisi) in lingua indonesiana fino a una parte della terza elementare. Nel 1970 si trasferirono poi a circa 3 chilometri a nord al numero 22 di via Taman Amir Hamzah nel quartiere Matraman Dalam, nel villaggio amministrativo di Pegangsaan nel sottodistretto di Menteng a Giacarta Centrale, dove Barack frequentò per il resto del terzo e quarto anno delle elementari la Besuki School, scuola governativa in lingua indonesiana a circa 2 chilometri e mezzo ad est, nell’esclusivo villaggio amministrativo di Menteng, sottodistretto di Menteng. Il 15 agosto 1970, Soetoro e la Dunham ebbero una figlia, Maya Kassandra Soetoro.
In Indonesia, la Dunham arricchì l'istruzione del figlio con corsi d'inglese per corrispondenza, dischi di Mahalia Jackson e discorsi di Martin Luther King, Jr. Nel 1971, spedì il giovane Obama alle Hawaii per frequentare l’ultimo anno delle elementari alla Punahou School, anziché tenerlo con sé in Indonesia. L’impiego della nonna materna Madelyn Dunham presso la Bank of Hawaii, dove in un decennio era passata da impiegata ad essere una delle prime donne a ricoprire il ruolo di vicepresidente nel 1970, aiutò a pagare la retta salata della scuola assieme al supporto di una borsa di studio.
Un anno dopo, nell'agosto del 1972, la Dunham tornò alle Hawaii con la figlia per riunirsi a Barack, e intraprese gli studi post laurea in antropologia all’Università delle Hawaii. Gli studi della Dunham furono sponsorizzati da una borsa di studio della Asia Foundation dall’agosto del 1972 al luglio del 1973, e da una borsa di studio dell’Istituto per la tecnologia e lo sviluppo dell’East-West Center tra l'agosto del 1973 e il dicembre del 1978.
La Dunham completò il Master of Arts in antropologia all'Università delle Hawaii nel dicembre del 1974, e dopo tre anni trascorsi alle Hawaii, tornò in Indonesia con la figlia Maya nel 1975 per effettuare studi antropologici sul campo. Il figlio decise di non accompagnarla in Indonesia, preferendo invece terminare le scuole superiori alla Punahou School a Honolulu e restare a vivere con i nonni. Lolo Soetoro e la Dunham divorziarono il 5 novembre del 1980. Lolo Soetoro sposò Erna Kustina nel 1980 dalla quale ebbe un figlio, Yusuf Aji Soetoro, nato nel 1981, e una figlia, Rahayu Nurmaida Soetoro, nata nel 1987. Morì il 2 marzo 1987 all’età di 52 anni per insufficienza epatica.
La Dunham non si allontanò mai dai due ex mariti, e incoraggiò i figli a restare vicini ai rispettivi padri.

## Vita professionale
Dal gennaio 1968 al dicembre 1969 la Dunham insegnò inglese e fu vicedirettore del Lembaga Persahabatan Indonesia Amerika (LIA), istituto per la collaborazione tra Indonesia e Stati Uniti, sussidiato dagli Stati Uniti, con sede al numero 9 di via Teuku Umar nel villaggio amministrativo di Gondangdia nel sottodistretto di Menteng, Giacarta Centrale. Dal gennaio del 1970 all’agosto del 1972 insegnò inglese e fu capo dipartimento e direttrice del Lembaga Pendidikan dan Pengembangan Manajemen (LPPM), Istituto di formazione e sviluppo manageriale al numero 9 di via Menteng Raya nel villaggio amministrativo di Kebon Sirih nel sottodistretto Menteng a Giacarta Centrale.
Dal 1968 al 1972, fu co-fondatrice e membro attivo dei Ganesha Volunteers, una società per la conservazione del patrimonio culturale indonesiano presso il National Museum di Giacarta.
Dal 1972 al 1975 insegnò tecniche artigianali quali tessitura, batik e tintura al Bishop Museum di Honolulu.
Intraprese poi una carriera nello sviluppo rurale, difendendo la causa delle donne lavoratrici e del microcredito per i poveri del mondo, e lavorò con i leader di organizzazioni per la difesa dei diritti umani, dei diritti delle donne e dello sviluppo della società civile in Indonesia.
Nel marzo del 1977, sotto la supervisione del professore di economia agraria Leon A. Mears, sviluppò e insegnò un corso breve per i membri dello staff del BAPPENAS (Badan Perencanaan Pembangunan Nasional), l’agenzia nazionale indonesiana per la pianificazione dello sviluppo urbanistico, presso la Facoltà di economia dell’Università dell’Indonesia (FEUI) a Giacarta.
Dal giugno 1977 fino al settembre 1978 condusse ricerche sulle industrie di villaggio nel Daerah Istimewa Yogyakarta (DIY), la regione speciale di Yogyakarta nel centro di Giava, Indonesia, con una borsa di ricerca dell’East-West Centre. Essendo una tessitrice lei stessa, nutriva un interesse per le industrie di villaggio e si trasferì a Yogyakarta City, centro dell’artigianato giavanese.
Tra maggio e giugno del 1978 fu consulente a tempo determinato per l'International Labour Organization (ILO) a Giacarta, dove scrisse referenze su industrie di villaggio e altre imprese non agricole per il terzo piano di sviluppo quinquennale del governo indonesiano REPELITA III.
Dall'ottobre 1978 al dicembre 1980, lavorò a Giava Centrale come consulente per le industrie agricole all’interno del Provincial Development Program (PDP I), piano di sviluppo provinciale del Ministero dell’industria indonesiano finanziato dall’USAID a Giacarta, e implementato dalla compagnia di sviluppo internazionale Development Alternatives, Inc. (DAI).
Dal gennaio del 1981 al novembre del 1984, la Dunham fu responsabile di programma per le donne e l'impiego per l'ufficio regionale del sud-est asiatico della Ford Foundation a Giacarta. In questo periodo, sviluppò un modello di microfinanza ora adottato come standard in Indonesia, Paese all'avanguardia in sistemi di microcredito. Peter Geithner, padre di Tim Geithner, che divenne successivamente segretario al tesoro degli Stati Uniti durante l’amministrazione del figlio Barack, era a quel tempo a capo delle sovvenzioni per l’Asia della fondazione.
Dal maggio al novembre del 1986, e dall'agosto al novembre del 1987, la Dunham fu consulente per lo sviluppo delle cottage industries per l’Agricultural Development Bank of Pakistan (ADBP), all’interno del Gujranwala Integrated Rural Development Project (GADP). La componente creditizia del progetto fu implementata nel distretto di Gujranwala nella provincia pakistana del Punjab, con fondi dell’Asian Development Bank e del Fondo Internazionale per lo Sviluppo Agricolo (IFAD), con la componente creditizia implementata attraverso la Louis Berger International, Inc. La Dunham lavorò a stretto contatto con l’ufficio di Lahore della Punjab Small Industries Corporation (PSIC).
Dal gennaio 1988 al 1995, fu consulente e coordinatrice di ricerca per la banca più antica dell'Indonesia, la Bank Rakyat Indonesia (BRI) a Giacarta, dove venne sussidiata dai fondi della USAID e della Banca Mondiale. Nel marzo del 1993 fu coordinatrice delle politiche e della ricerca della Women's World Banking (WWB) a New York. Aiutò la WWB a gestire l’Expert Group Meeting on Women and Finance tenutosi a New York nel gennaio del 1994, e l’aiutò ad assumere un ruolo incisivo nella 4ª Conferenza mondiale sulle donne delle Nazioni Unite (ONU) tenutasi a Pechino dal 4 al 15 settembre 1995, così come nelle conferenze regionali dell'ONU e nei forum delle organizzazioni non governative che la precedettero.
Il 9 agosto 1992 le fu conferito il dottorato in antropologia dall’Università delle Hawaii sotto la supervisione della professoressa Alice G. Dewey, con una tesi di 1043 pagine dal titolo Peasant blacksmithing in Indonesia: surviving against all odds (Fabbri contadini in Indonesia: sopravvivenza e prosperità contro ogni avversità). L’antropologo Michael Dove definì la tesi “uno studio antropologico classico, approfondito e sul campo di un’industria vecchia 1200 anni”. Secondo Dove, il lavoro della Dunham sfidò la percezione popolare dei gruppi economicamente e politicamente marginalizzati, e oppose la nozione che le origini della povertà fossero radicate nei poveri stessi e che le differenze culturali fossero responsabili del divario tra i Paesi meno sviluppati e l’Occidente industrializzato. Nelle parole di Dove, la Dunham:

## Malattia e decesso
Verso la fine del 1994, la Dunham stava vivendo e lavorando in Indonesia. Una sera, a cena a casa di amici a Giacarta, avvertì un mal di stomaco che il medico locale diagnosticò inizialmente come indigestione. La Dunham tornò negli Stati Uniti all’inizio del 1995 dove venne visitata al Memorial Sloan–Kettering Cancer Center di New York e dove le fu diagnosticato un cancro all’utero che a quel punto si era già diffuso alle ovaie. Tornò di nuovo alle Hawaii per vivere con la madre vedova, e morì il 7 novembre 1995, 22 giorni prima del suo 53º compleanno. Dopo la cerimonia funebre all’Università delle Hawaii, Obama e la sorella dispersero le ceneri della madre nell’Oceano Pacifico a Lanai Lookout, nel sud di Oahu. Nello stesso punto, Obama disperse le ceneri della nonna Madelyn Dunham il 23 dicembre 2008, qualche settimana dopo la sua elezione a presidente.
Obama parlò della morte della madre in uno spot della sua campagna elettorale di 30 secondi intitolato Mother, per sostenere il bisogno di una riforma sanitaria. Lo spot mostrava un'immagine della Dunham con in braccio un giovane Obama, mentre l'Obama adulto parlava dei suoi ultimi giorni e delle preoccupazioni riguardanti gli alti costi sanitari, tema che tornò nuovamente in un suo discorso del 2007 a Santa Barbara:
 L'assicurazione sanitaria fornita dal datore di lavoro della Dunham coprì la maggior parte delle spese mediche, lasciandole la franchigia e le spese non coperte che ammontarono a diverse centinaia di dollari al mese. L'assicurazione per l'invalidità fornita dal datore di lavoro rifiutò la sua richiesta di risarcimento delle spese non coperte perché il cancro fu considerato una condizione preesistente.

## Interesse postumo
Nel settembre del 2008 l'Università delle Hawaii tenne un simposio sulla Dunham. Nel dicembre del 2009, la Duke University Press pubblicò una versione della sua tesi di dottorato intitolata Surviving against the Odds: Village Industry in Indonesia (Sopravvivere contro le avversità: le industrie di villaggio in Indonesia). Il libro fu rivisto e modificato dal suo relatore Alice G. Dewey e da Nancy I. Cooper, mentre la figlia Maya Soetoro-Ng ne scrisse la prefazione. Nella sua postfazione, l’antropologo dell’Università di Boston Robert W. Hefner descrive la ricerca della Dunham “preveggente” e il suo lascito "di rilievo attuale per l'antropologia, gli studi indonesiani e la engaged scholarship". I libro fu lanciato al congresso annuale dell’American Anthropological Association a Filadelfia nel 2009 con un pannello presidenziale d’occasione sul lavoro della Dunham. L’evento fu registrato dalla televisione satellitare americana C-SPAN.
Nel 2009 una mostra itinerante della collezione di batik giavanesi della Dunham dal titolo A Lady Found a Culture in its Cloth: Barack Obama's Mother and Indonesian Batiks (Una donna e una cultura in un tessuto: i batik indonesiani della madre di Barack Obama) fece il giro di sei musei degli Stati Uniti, con ultima tappa in agosto al Textile Museum di Washington D.C. Da giovane la Dunham esplorò il suo interesse per le arti tessili creando lei stessa degli arazzi per puro piacere personale. Quando si trasferì in Indonesia venne attratta dalla straordinaria arte del batik e iniziò a collezionare una varietà di tessuti.
Nel dicembre del 2010 le venne conferito il Bintang Jasa Utama, l'onorificenza civile più alta dell'Indonesia. Il Bintang Jasa viene conferito a tre livelli e sulla base dei notevoli contributi civili e culturali dell’individuo.
Nel 2011 venne pubblicata una lunga e importante biografia dal titolo A Singular Woman, scritta dall’ex giornalista del New York Times Janny Scott.
La Fondazione dell'Università delle Hawaii creò l'Ann Dunham Soetoro Endowment per supportare posizioni di lavoro all'interno del Dipartimento di antropologia dell'Università delle Hawaii a Mānoa, e l’Ann Dunham Soetoro Graduate Fellowship, che fornisce finanziamenti a studenti associati con l’East-West Center di Honolulu, Hawaii.
Nel 2010 venne istituita la Stanley Ann Dunham Scholarship, borsa di studio per giovani laureande della Mercer Island High School, l’Alma Mater di Ann. Nei primi 6 anni dalla sua creazione, il fondo elargì 11 borse.
Il 21 gennaio del 2012 il Presidente Obama visitò con la famiglia una mostra sul lavoro antropologico della madre esposto all'East-West Center.
Il lungometraggio biografico della regista Vivian Norris intitolato Obama Mama (titolo francese, La mère d'Obama) venne mostrato in anteprima il 31 maggio 2014 al 40° Seattle International Film Festival, non distante da Mercer Island dove crebbe la Dunham.

## Religione e convinzioni personali
(Maya Soetoro-Ng)
Nella sua autobiografia del 1995 I sogni di mio padre. Un racconto sulla razza e l'eredità (Dreams from My Father) Barack Obama scrisse: "la fiducia di mia madre in virtù come l'onestà, il parlare chiaro, l'indipendenza di giudizio dipendeva da una fede che io non possedevo… In una terra [l’Indonesia] in cui il fatalismo era uno strumento necessario per sopportare le difficoltà lei era la testimone solitaria dell’umanesimo secolare, un soldato del liberalismo rappresentato dal New Deal e dai Peace Corps". Nel suo libro del 2006 L'audacia della speranza (The Audacity of Hope) Obama scrisse: "Non fui cresciuto in una famiglia religiosa… Le esperienze personali di mia madre… non fecero altro che rafforzare questo scetticismo ereditato. I ricordi che aveva dei Cristiani che popolarono la sua gioventù non erano particolarmente piacevoli… Eppure, nonostante il suo secolarismo professo, mia madre fu per molti versi la persona dalla spiritualità più vivida che abbia mai conosciuto". La religione per lei fu solo “uno dei tanti modi, e non necessariamente il migliore, con cui l’uomo cerca di controllare l’inconoscibile e comprendere le verità più profonde della propria esistenza”, scrisse.
La migliore amica di Obama alle scuole superiori, Maxine Box, disse che la Dunham "si definiva un'ateista, un tema di cui aveva letto e di cui poteva discutere. Metteva continuamente in discussione, argomentava, confrontava. Rifletteva già a cose cui nessuno di noi aveva ancora pensato". Interrogata sull’ateismo della madre, la figlia Maya Soetoro-Ng disse invece: "Non l'avrei definita un'ateista. Era agnostica. Ci passò in pratica tutti i grandi libri - la Bibbia, le Upaniṣad induiste, le scritture Buddhiste, il Daodejing - perché ci rendessimo conto che in ciascuno di loro c’è qualcosa di bello". "Riteneva che Gesù fosse un esempio meraviglioso, ma che molti cristiani si comportassero in maniera non cristiana".
In un discorso del 2007, Obama mise a confronto le credenze della madre con quelle dei nonni materni, e disse della sua spiritualità e scetticismo: “Mia madre, i cui genitori erano dei battisti e metodisti non praticanti, fu una delle persone più spirituali che io abbia mai conosciuto, ma possedeva un sano scetticismo verso la religione in quanto istituzione”.
Obama descrisse successivamente così le proprie credenze personali in relazione all'educazione religiosa della madre e del padre:

## Scritti
- Dunham, S Ann (1982). Civil rights of working Indonesian women [I diritti civili delle donne lavoratrici indonesiane] (in inglese). OCLC 428080409.
- Dunham, S Ann (1982). The effects of industrialization on women workers in Indonesia [Gli effetti dell'indistralizzazione sulle donne lavoratrici dell'Indonesia] (in inglese). OCLC 428078083.
- Dunham, S Ann (1982). Women's work in village industries on Java [Il lavoro delle donne nelle industrie di villaggio di Giava] (in inglese). OCLC 663711102.
- Dunham, S Ann (1983). Women's economic activities in North Coast fishing communities: background for a proposal from PPA [Attività economiche delle donne nelle comunità pescatrici della North Coast: argomenti per una proposta dal PPA] (in inglese). OCLC 428080414.
- Dunham, S Ann; Haryanto, Roes (1990). BRI Briefing Booklet: KUPEDES Development Impact Survey [Libretto informativo della BRI: indagine d'impatto sullo sviluppo del KUPEDES] (in inglese). Jakarta: Bank Rakyat Indonesia.
- Dunham, S Ann (1992). Peasant blacksmithing in Indonesia: surviving against all odds [Fabbri contadini in Indonesia: sopravvivenza e prosperità contro ogni avversità] (tesi di dottorato, in inglese). Honolulu: University of Hawaii at Manoa. OCLC 608906279, 607863728, 221709485.
- Dunham, S Ann; Liputo, Yuliani; Prabantoro, Andityas (2008). Pendekar-pendekar besi Nusantara: kajian antropologi tentang pandai besi tradisional di Indonesia [Fabbri contadini dell'arcipelago di ferro: studio antropologico del fabbro tradizionale in Indonesia] (in indonesiano). Bandung, Indonesia: Mizan. ISBN 9789794335345. OCLC 778260082.
- Dunham, S Ann (2010) [2009]. Dewey, Alice G; Cooper, Nancy I, eds. Surviving against the odds: village industry in Indonesia [Sopravvivere contro le avversità: le industrie di villaggio in Indonesia] (in inglese). Prefazione di Maya Soetoro-Ng; postfazione di Robert W. Hefner. Durham, NC: Duke University Press. ISBN 9780822346876. OCLC 492379459, 652066335.
- Dunham, S Ann; Ghildyal, Anita (2012). Ann Dunham's legacy: a collection of Indonesian batik [L'eredità di Ann Dunham: una collezione di batik indonesiani] (in inglese). Kuala Lumpur, Malaysia: Islamic Arts Museum Malaysia. ISBN 9789834469672. OCLC 809731662.